# キクノサリーレ
キクノサリーレ (Kikuno Salire) は、日本の競走馬である。おもな勝ち鞍は2008年武蔵野ステークス。馬名の由来は冠名とイタリア語で「昇る」を意味する「Salire」から。

## 経歴
2005年3月19日、北海道三石町（現新ひだか町）のフクダファームにて生産。オーナーは菊池五郎。美浦トレーニングセンターの加賀武見厩舎に入厩。
2007年11月11日、第5回東京競馬第4日目第5競走の2歳新馬戦（ダート1600m）に、蛯名正義が騎乗してデビュー。デビュー戦は2着という結果だった。その後の未勝利戦は9、9、10着と掲示板にも載れなかった。
3月、加賀武見調教師の定年に伴う厩舎解散のため、栗東トレーニングセンターの吉田直弘厩舎に転厩する。転厩3戦目の5月25日の第2回中京競馬第2日目第3競走の3歳未勝利戦にて、浜中俊を鞍上に漸く初勝利を挙げる。初勝利の後は、500万下条件戦を二度走り、7月29日に2勝目を挙げると8月31日の平尾台特別（小倉競馬場）、9月27日のながつきステークス（中山競馬場）と準オープンクラス競走を連勝した。
そして11月8日の第5回東京競馬初日メインの武蔵野ステークスに挑戦。カネヒキリ、サンライズバッカス、ユビキタスなどのダート巧者が揃う中、5番人気に支持された。後藤浩輝が騎乗したレースでは先行集団に入り、1番人気のユビキタスをマークしながらレースを進めて最後の直線で抜け出し、追い上げるサンライスバッカスを抑えて重賞初制覇を飾った。また、吉田直弘師にとっても厩舎開業以来、初の重賞制覇ともなった。その後、12月7日のジャパンカップダートに出走登録を行っていたが、除外され、12月13日のベテルギウスステークスに出走、1番人気に支持されたが、6着に敗れた。
2009年は2月22日のフェブラリーステークスから始動したが、いいところなく14着と大敗した。続くマーチステークスでは16着と殿負けに終わった。その後、半年間の休養を挟んで10月10日のペルセウスステークスに2番人気で出走したが4着に敗れた。続く11月22日の霜月ステークスでは中団追走も失速し12着と大敗した。続くギャラクシーステークスでも見せ場なく11着に終わった。
明け5歳となった2010年の緒戦は5月16日の栗東ステークスに出走、先団追走も直線で失速して16着と殿負けを喫した。続く大沼ステークスでは中団のやや後ろからレースを進めるも、3コーナーで最後方に下がってしまい最下位の13着に終わった。
2012年1月19日付けでJRA競走馬登録を抹消し、園田競馬に移籍したが、1走もしないまま競走馬登録を抹消された。

## 競走成績
| 年月日 | 年月日 | 年月日 | 競馬場 | 競走名        | 格       | 頭数 | オッズ （人気） | オッズ （人気） | 着順 | 騎手     | 斤量 (kg) | 距離（馬場）  | タイム （上り3F） | 時計 差 | 勝ち馬/（2着馬）       |
| 2007   | 11.    | 11     | 東京   | 2歳新馬       |          | 8    | 07.7            | 0（3人）        | 02着 | 蛯名正義 | 55        | ダ1600m（不） | 1:38.0 (36.7)     | -0.1    | ダンツウィニング       |
|        | 11.    | 25     | 東京   | 2歳未勝利     |          | 10   | 02.8            | 0（2人）        | 09着 | 蛯名正義 | 55        | ダ1600m（良） | 1:42.5 (40.6)     | -1.8    | ウォーターボーイズ     |
| 2008   | 1.     | 13     | 中山   | 3歳未勝利     |          | 16   | 16.7            | 0（6人）        | 09着 | 吉田豊   | 56        | ダ1800m（良） | 2:00.1 (41.1)     | -3.2    | グラスブラスト         |
|        | 1.     | 26     | 中山   | 3歳未勝利     |          | 16   | 20.7            | 0（5人）        | 10着 | 吉田豊   | 56        | ダ1800m（良） | 1:59.7 (40.8)     | -2.0    | マイネルパルティア     |
|        | 3.     | 16     | 中京   | 3歳未勝利     |          | 12   | 09.2            | 0（4人）        | 02着 | 浜中俊   | 54        | ダ1700m（稍） | 1:46.8 (37.6)     | -1.0    | ナムラフューチャー     |
|        | 3.     | 29     | 中京   | 3歳未勝利     |          | 16   | 01.5            | 0（1人）        | 02着 | 浜中俊   | 54        | ダ1700m（良） | 1:48.0 (38.2)     | -0.0    | クリノコブオー         |
|        | 5.     | 25     | 中京   | 3歳未勝利     |          | 15   | 02.3            | 0（1人）        | 01着 | 浜中俊   | 55        | ダ1700m（不） | 1:46.1 (38.0)     | -0.2    | （チュウワキング）     |
|        | 7.     | 13     | 阪神   | 3歳上500万下  |          | 16   | 24.8            | （10人）        | 02着 | 浜中俊   | 53        | ダ1800m（良） | 1:52.1 (36.5)     | -0.0    | ツルマルストーム       |
|        | 7.     | 27     | 小倉   | 3歳上500万下  |          | 16   | 02.4            | 0（1人）        | 01着 | 浜中俊   | 53        | ダ1700m（良） | 1:46.1 (37.7)     | -0.2    | （メイショウフウライ） |
|        | 8.     | 31     | 小倉   | 平尾台特別    | 1000万下 | 15   | 05.0            | 0（1人）        | 01着 | 浜中俊   | 54        | ダ1700m（稍） | 1:44.7 (37.4)     | -0.3    | （クラリオンコール）   |
|        | 9.     | 27     | 中山   | ながつきS     | 1600万下 | 16   | 06.9            | 0（4人）        | 01着 | 後藤浩輝 | 54        | ダ1800m（良） | 1:51.8 (38.0)     | -0.2    | （エプソムアーロン）   |
|        | 11.    | 8      | 東京   | 武蔵野S       | GIII     | 16   | 13.1            | 0（5人）        | 01着 | 後藤浩輝 | 55        | ダ1600m（良） | 1:36.0 (36.4)     | -0.1    | （サンライズバッカス） |
|        | 12.    | 13     | 阪神   | ベテルギウスS | OP       | 14   | 01.8            | 0（1人）        | 06着 | 後藤浩輝 | 56        | ダ2000m（良） | 2:05.2 (36.7)     | -0.6    | マコトスパルビエロ     |
| 2009   | 2.     | 22     | 東京   | フェブラリーS | GI       | 16   | 39.0            | 0（9人）        | 14着 | 後藤浩輝 | 57        | ダ1600m（稍） | 1:36.3 (36.9)     | -1.7    | サクセスブロッケン     |
|        | 3.     | 29     | 中山   | マーチS       | GIII     | 16   | 19.6            | 0（7人）        | 16着 | 中舘英二 | 57        | ダ1800m（良） | 1:55.4 (40.6)     | -3.5    | エスポワールシチー     |
|        | 10.    | 10     | 東京   | ペルセウスS   | OP       | 16   | 04.4            | 0（2人）        | 04着 | 後藤浩輝 | 56        | ダ1400m（良） | 1:24.0 (36.8)     | -0.4    | セレスハント           |
|        | 11.    | 22     | 東京   | 霜月S         | OP       | 14   | 07.6            | 0（4人）        | 12着 | 村田一誠 | 57        | ダ1400m（良） | 1:25.9 (37.7)     | -2.4    | ワンダーポデリオ       |
|        | 12.    | 19     | 阪神   | ギャラクシーS | OP       | 16   | 30.4            | 0（8人）        | 11着 | 浜中俊   | 56        | ダ1400m（良） | 1:24.8 (37.8)     | -1.6    | ケイアイテンジン       |
| 2010   | 5.     | 16     | 京都   | 栗東S         | OP       | 16   | 23.2            | 0（7人）        | 16着 | 安部幸夫 | 56        | ダ1400m（良） | 1:26.5 (39.1)     | -3.5    | セイクリムズン         |
|        | 7.     | 3      | 函館   | 大沼S         | OP       | 13   | 46.6            | （11人）        | 13着 | 上村洋行 | 55        | ダ1700m（良） | 1:50.0 (42.0)     | -5.6    | スターシップ           |

## 血統表
| キクノサリーレの血統                          | キクノサリーレの血統                                  | キクノサリーレの血統     | （血統表の出典）         | （血統表の出典） |
| 父系                                          | ミスタープロスペクター系                              | ミスタープロスペクター系 | ミスタープロスペクター系 | [ § 2 ]          |
| 父 *ジェイドロバリー Jade Robbery 1987 黒鹿毛 | 父の父Mr. Prospector 1970 鹿毛                        | Raise a Native           | Native Dancer            | Native Dancer    |
| 父 *ジェイドロバリー Jade Robbery 1987 黒鹿毛 | 父の父Mr. Prospector 1970 鹿毛                        | Raise a Native           | Raise You                |                  |
| 父 *ジェイドロバリー Jade Robbery 1987 黒鹿毛 | 父の父Mr. Prospector 1970 鹿毛                        | Gold Digger              | Nashua                   | Nashua           |
| 父 *ジェイドロバリー Jade Robbery 1987 黒鹿毛 | 父の父Mr. Prospector 1970 鹿毛                        | Gold Digger              | Sequence                 |                  |
| 父 *ジェイドロバリー Jade Robbery 1987 黒鹿毛 | 父の母Number 1979 鹿毛                                | Nijinsky II              | Northern Dancer          | Northern Dancer  |
| 父 *ジェイドロバリー Jade Robbery 1987 黒鹿毛 | 父の母Number 1979 鹿毛                                | Nijinsky II              | Flaming Page             |                  |
| 父 *ジェイドロバリー Jade Robbery 1987 黒鹿毛 | 父の母Number 1979 鹿毛                                | Special                  | Forli                    | Forli            |
| 父 *ジェイドロバリー Jade Robbery 1987 黒鹿毛 | 父の母Number 1979 鹿毛                                | Special                  | Thong                    |                  |
| 母 ガイアローマン 1994 黒鹿毛                 | 母の父*ブレイヴェストローマン Bravest Roman 1972 鹿毛 | Never Bend               | Nasrullah                | Nasrullah        |
| 母 ガイアローマン 1994 黒鹿毛                 | 母の父*ブレイヴェストローマン Bravest Roman 1972 鹿毛 | Never Bend               | Lalun                    |                  |
| 母 ガイアローマン 1994 黒鹿毛                 | 母の父*ブレイヴェストローマン Bravest Roman 1972 鹿毛 | Roman Song               | Roman                    | Roman            |
| 母 ガイアローマン 1994 黒鹿毛                 | 母の父*ブレイヴェストローマン Bravest Roman 1972 鹿毛 | Roman Song               | Quiz Song                |                  |
| 母 ガイアローマン 1994 黒鹿毛                 | 母の母マツノエブエ 1986 鹿毛                          | *スティールハート        | Habitat                  | Habitat          |
| 母 ガイアローマン 1994 黒鹿毛                 | 母の母マツノエブエ 1986 鹿毛                          | *スティールハート        | A. 1.                    |                  |
| 母 ガイアローマン 1994 黒鹿毛                 | 母の母マツノエブエ 1986 鹿毛                          | オーナーキンツェム       | ファバージ               | ファバージ       |
| 母 ガイアローマン 1994 黒鹿毛                 | 母の母マツノエブエ 1986 鹿毛                          | オーナーキンツェム       | オージヒカル F-No.7-c    |                  |
| 母系(F-No.)                                   | 7号族(FN:7-c)                                         | 7号族(FN:7-c)            | 7号族(FN:7-c)            | [ § 3 ]          |
| 5代内の近親交配                               | Nasrullah 5×4=9.38%                                   | Nasrullah 5×4=9.38%      | Nasrullah 5×4=9.38%      | [ § 4 ]          |
| 出典                                          | 1. 2. 3. 4.                                           | 1. 2. 3. 4.              | 1. 2. 3. 4.              | 1. 2. 3. 4.      |